# Abbaye d'Ottobeuren
L'abbaye bénédictine d'Ottobeuren, dédiée à saint Alexandre et saint Théodore, a été fondée en 764 par Silach, un noble de l'époque carolingienne. Mille ans plus tard, elle était assez riche pour s'offrir un des plus beaux édifices baroques de Bavière. Elle est basilique mineure depuis 1926 et fait partie de la congrégation bénédictine de Bavière.

## Histoire

Blason

L'abbaye est fondée en 764 par Silach, un noble franconien. Elle est dédiée au martyr Alexandre de Rome. En 960, l'évêque Ulrich d'Augsbourg obtient pour l'abbaye les reliques  de Théodore Tiron. L'empereur Otton Ier lui concède des franchises (« Grosser Freiheitsbrief ») en 972, lui accordant divers privilèges et l'exemption de toutes les charges impériales,.
La communauté monastique se développe véritablement à l'époque de la réforme clunisienne de l'église aux Xe et XIe siècles. L'abbé Adalbert (1050-1069) est alors à la tête du monastère de l'Abbaye Saint-Emmeran à Ratisbonne, l'abbé Guillaume de Hirsau est à la tête de l'abbaye de Hirsau (1069-1091 ). Ils précèdent la réforme monastique à Ottobeuren introduite par l'abbé Rupert von Ottobeuren (de) (1102-1145). D'Ottobeuren, la réforme gagne ensuite l'abbaye d'Ellwangen et l'abbaye de Marienberg (Tyrol du Sud) nouvellement fondée.
En 1089, l'abbé Adalbert entreprend la reconstruction de l'église et du couvent, celui-ci étant complété, au nord, par une chapelle Saint-Nicolas. Consécration en 1126.
1204, consécration de la troisième église, avec chapelle Saint-Michel à l'ouest. Vers 1220, naissent de remarquables œuvres d'art, notamment le calice des Sept-Frères et le Crucifix de Miséricorde (actuellement sur l'autel de la Sainte-Croix, à l'entrée du chœur).
Ottobeuren obtient le rang d'abbaye d'Empire en 1299, mais perd ce statut lorsque le prince-évêque d'Augsbourg obtient le droit de patronage et devient Vogt protecteur de l'abbaye. Durant les XIVe et XVe siècles l'abbaye décline considérablement d'un point de vue spirituel et économique, étant alors gérée surtout comme une entreprise. Au début du XVIe siècle, déclin de la communauté monastique est complet, au point que lorsque l'abbé Johann Schedler (1416–1443) en prend la direction, il ne reste qu'une demi-douzaines de moines. Les revenus annuels du couvent sont alors dérisoires.
La réforme protestante ne touche pas Ottobeuren. Sous l’abbé Leonard Wiedemann (1508–1546), l'abbaye refleurit; il installe en 1509 un atelier d'imprimerie et une maison d'études à l'intention des bénédictins souabes. Cette institution est fermée durant la guerre de Trente Ans.
Vers 1553, l'église, encore dans la tradition gothique, fait l'objet d'une modernisation avec démolition de la chapelle Saint-Michel et agrandissement du chœur liturgique réservé aux moines. En 1558, a lieu la consécration de l'église rénovée dans le style Renaissance. Les édifices sont cependant dévastés entre 1630 et 1635, au cours de la guerre de Trente Ans. L'idée de construire une église de style baroque se fait jour dès 1682 et les premiers travaux sont réalisés vers 1686. Les droits de l'évêque sont abolis par un jugement du Reichskammergericht en 1624. En 1710, l'abbaye retrouve son statut d'abbaye d'Empire, sans devenir membre du Cercle de Souabe.
La période la plus florissante de l'histoire d'Ottobeuren commence avec l'élection de l'abbé Rupert II Ness (1710-1740) et  dure jusqu'à la sécularisation du couvent en 1802. Les éclatantes reconstructions réalisées à cette époque sont la preuve de sa puissance économique. De 1711 à 1725 l'abbé Rupert érige le monastère actuel, et en 1737, il commence la construction de l'église, achevée par son successeur Anselm Erb en 1766.
En 1803, Ottobeuren est incorporée à la Bavière en raison de la sécularisation des biens d'église. Le domaine de l'abbaye compte alors environ 10 000 habitants et 27 villages d'une superficie de 281 km2,. Il reste alors 41 moines à Ottobeuren, dont 18 s'obstinent à rester sur place.
En 1835, le monastère est recréé comme prieuré de l'abbaye Saint-Étienne d'Augsbourg mais en 1918, il redevient une abbaye indépendante. En 1926, le pape Pie XI accorde à l’église le titre de « basilique mineure ». Le gouvernement bavarois subventionne, de 1960 à 1964, le coût des rénovations extérieure et intérieure de l'ensemble.

## La basilique
La première pierre a été posée le 5 mai 1711 et la consécration solennelle a eu lieu le 28 septembre 1766, sous les abbés Rupert Neß et Anselm Erb.
Les architectes furent le père Chistoph Vogt (qui meurt en 1725), Simpert Kraemer (jusqu'en 1748), Johann Effner et Johann Michael Fischer.
Le plan est tout à fait traditionnel, en croix latine, avec une longue nef, un chœur et un transept à extrémités arrondies. La croisée du transept est soutenue par quatre grands piliers au pieds desquels des autels recèlent les ossements de quatre saints des catacombes romaines, acquis par l'abbaye au XVIIe siècle. Sur l'autel de l'Archange Saint-Michel, la croix cloutée de Coventry, établie à Ottobeuren en 1964 en témoignage de la réconciliation anglo-allemande à l'occasion de l'année jubilaire célébrant les 1200 ans d'existence du couvent.
Le stucateur Johann Michael Feichtmayr (1696-1772), de Wessobrunn, obtient la commande des reliefs intérieurs. Divers sculpteurs ont contribué également à la décoration de l'ensemble. On mentionnera plus particulièrement, pour les stalles, Johann Joseph Christian  (1706-1777) et l'ébéniste Martin Hörmann (1688-1782).
En 1755, pour la décoration des voûtes, des contrats sont passés avec les peintres tyroliens Johann Jakob Zeiller (1708-1783) et Franz Anton Zeiller (1716-1794), qui créent ici de somptueuses fresques.
1760, achèvement des deux tours en façade.

### Dimensions
- Nef : longueur 89 m ; hauteur 36 m
- Transept : longueur 58 m ; largeur 18 m
- Tours : hauteur 82 m

### Orgues
L'église possède trois orgues: deux sont situés dans le chœur, et le troisième, sur une tribune à l'arrière de l'église.
- L'orgue de tribune est de Steinmayer, il date de 1957 et est révisé par Klais en 2002.
- L'orgue de l'épître est de Charles-Joseph Riepp et date de 1766.
- L'orgue de l'évangile, également de Riepp, date de 1762.

## L'abbaye contemporaine
Les bâtiments de l'abbaye baroque sont en partie accessibles dans le cadre du musée. La salle de l'empereur et les autres salles sont représentatives de la richesse matérielle de l'abbaye.
La bibliothèque, dont les origines remontent à l'époque de la fondation de l'abbaye, est particulièrement riche. Elle fut reconstruite au XVIIIe siècle et décorée par Elias Zobel (fresques) et Johann Baptist Zimmermann (stucs). La bibliothèque conserve de nombreux manuscrits médiévaux, des centaines d'incunables et environ 15 000 folios reliés en cuir de porc.
L'abbaye est encore occupée par vingt-cinq moines.

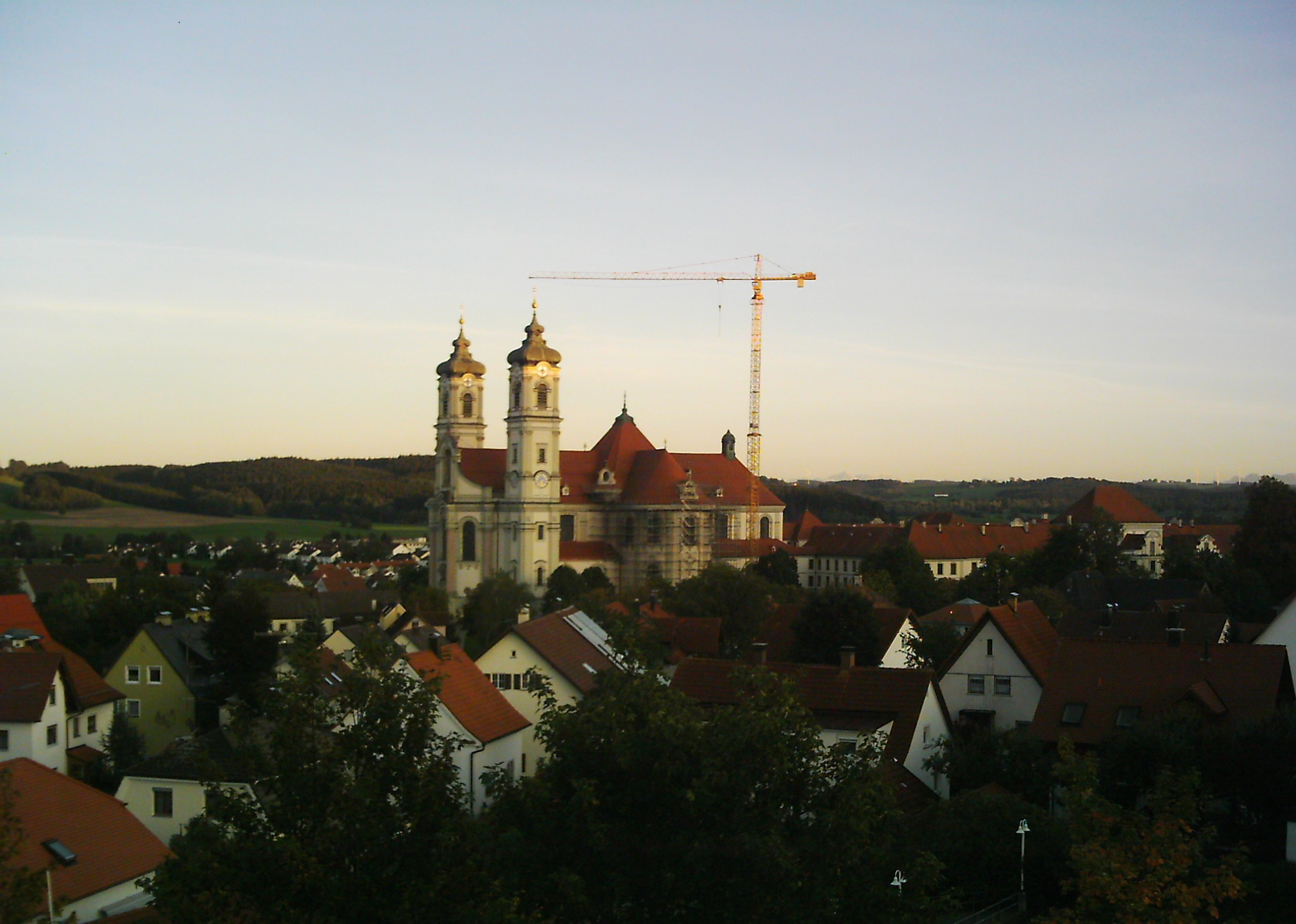
Vue générale
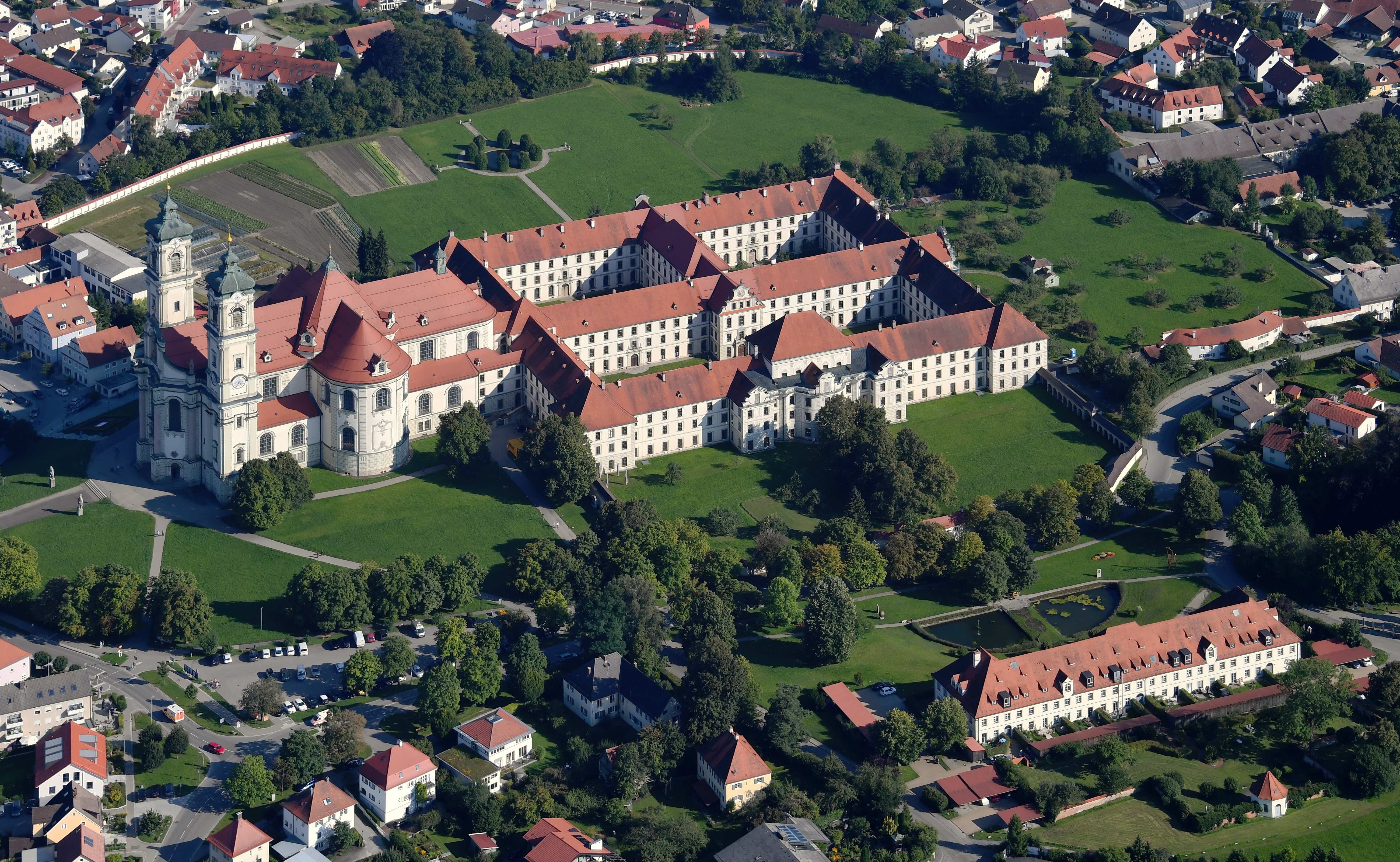
Vue aérienne
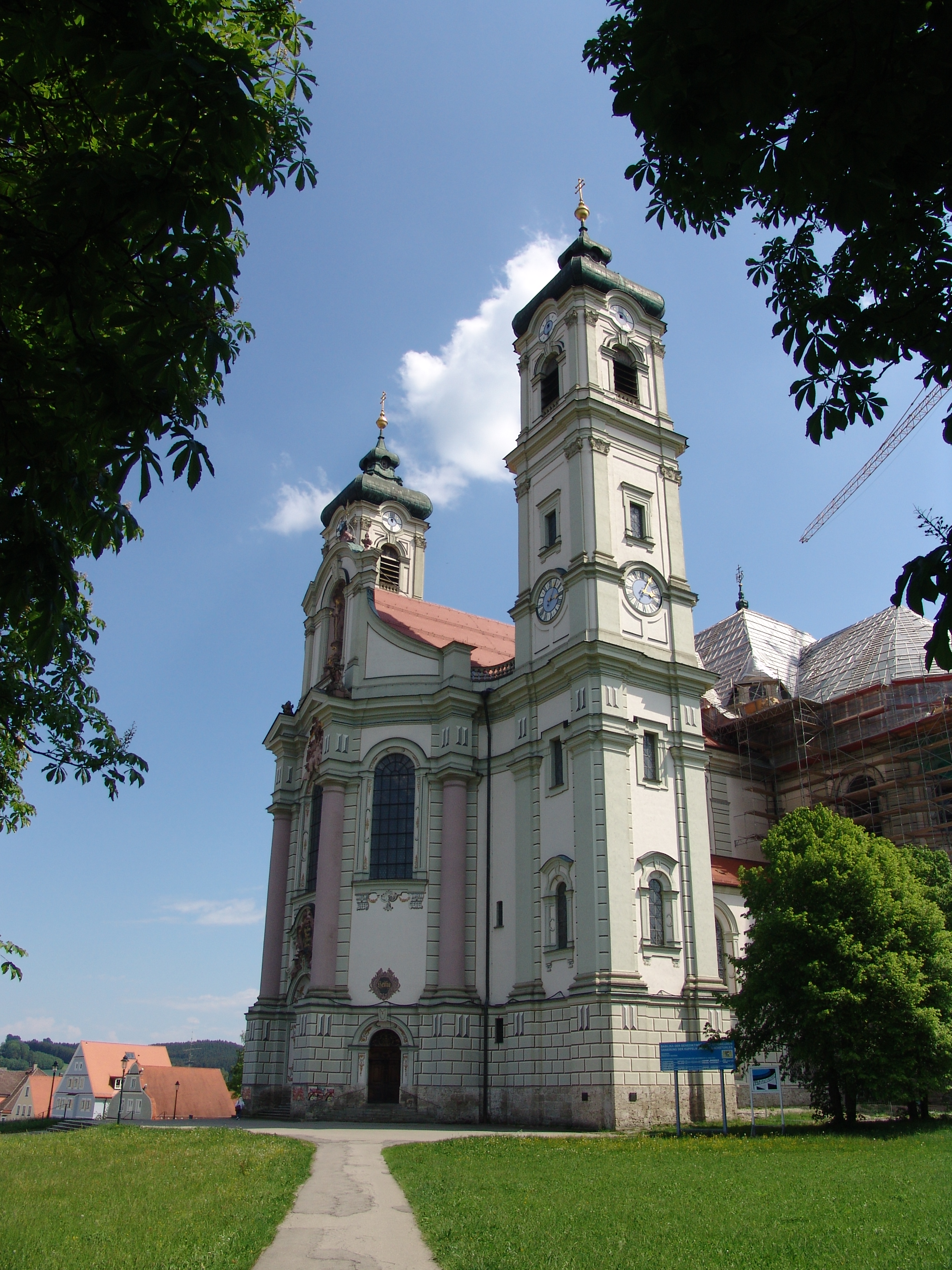
Façade
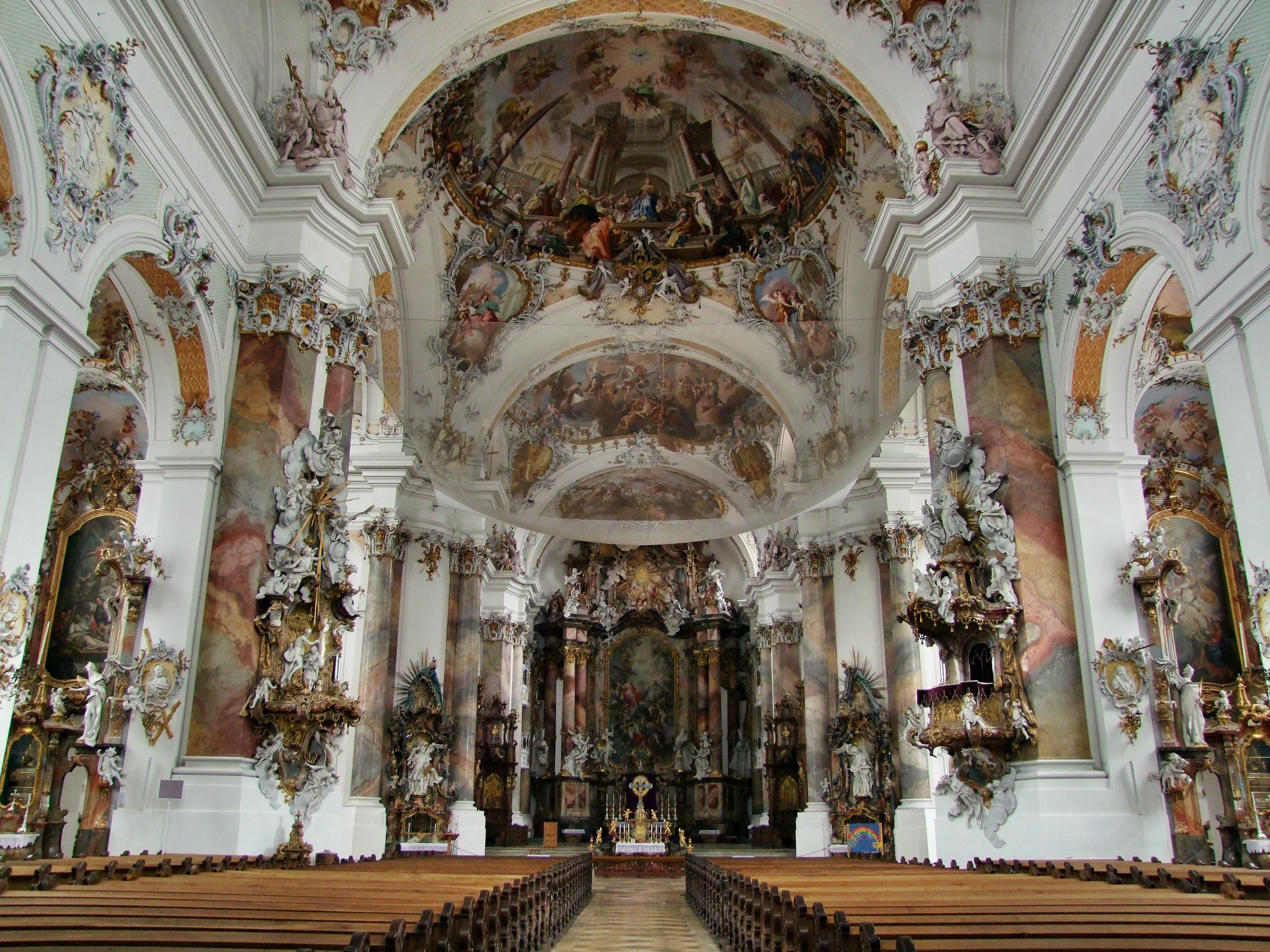
Nef
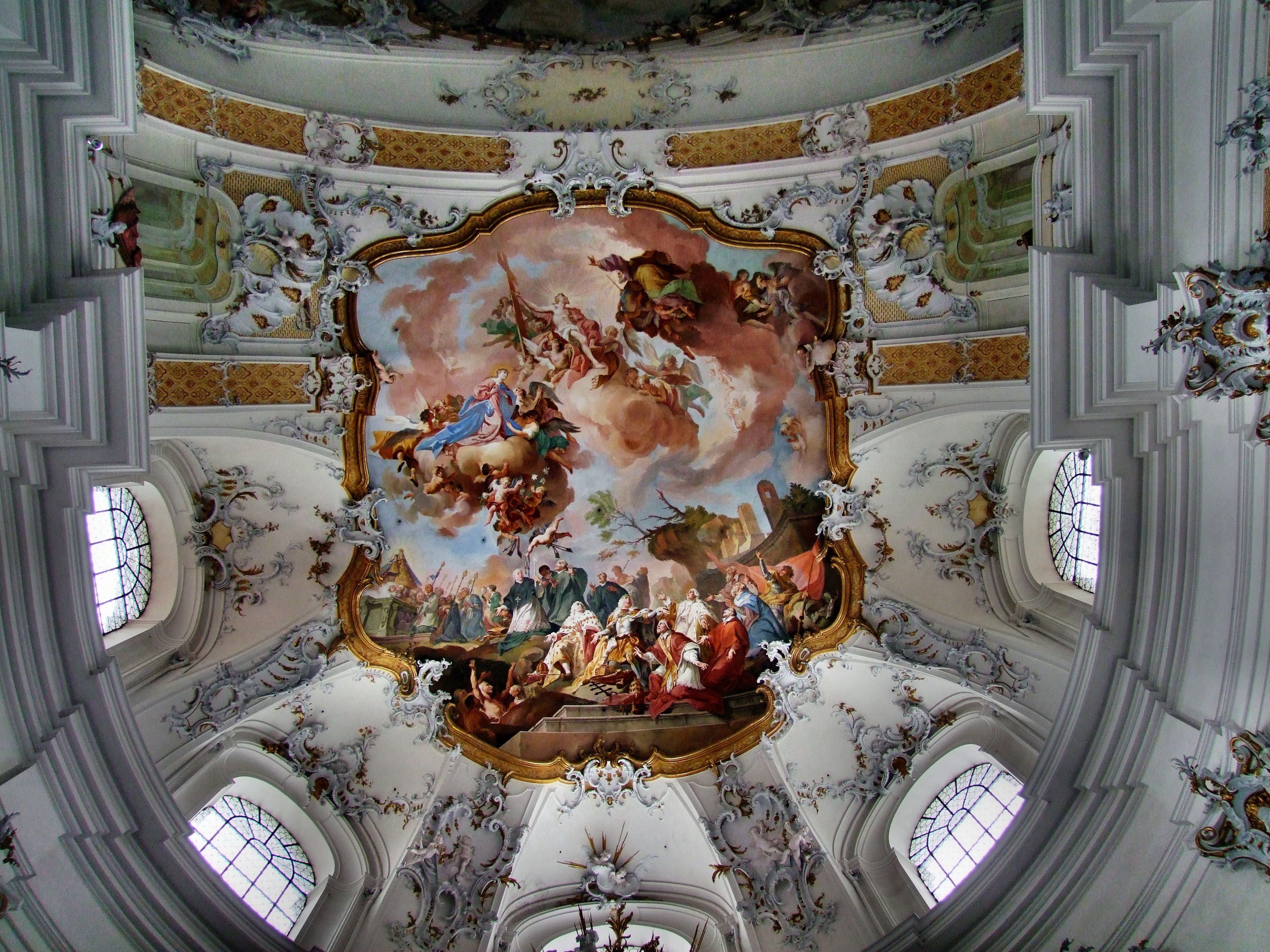
Fresques du plafond
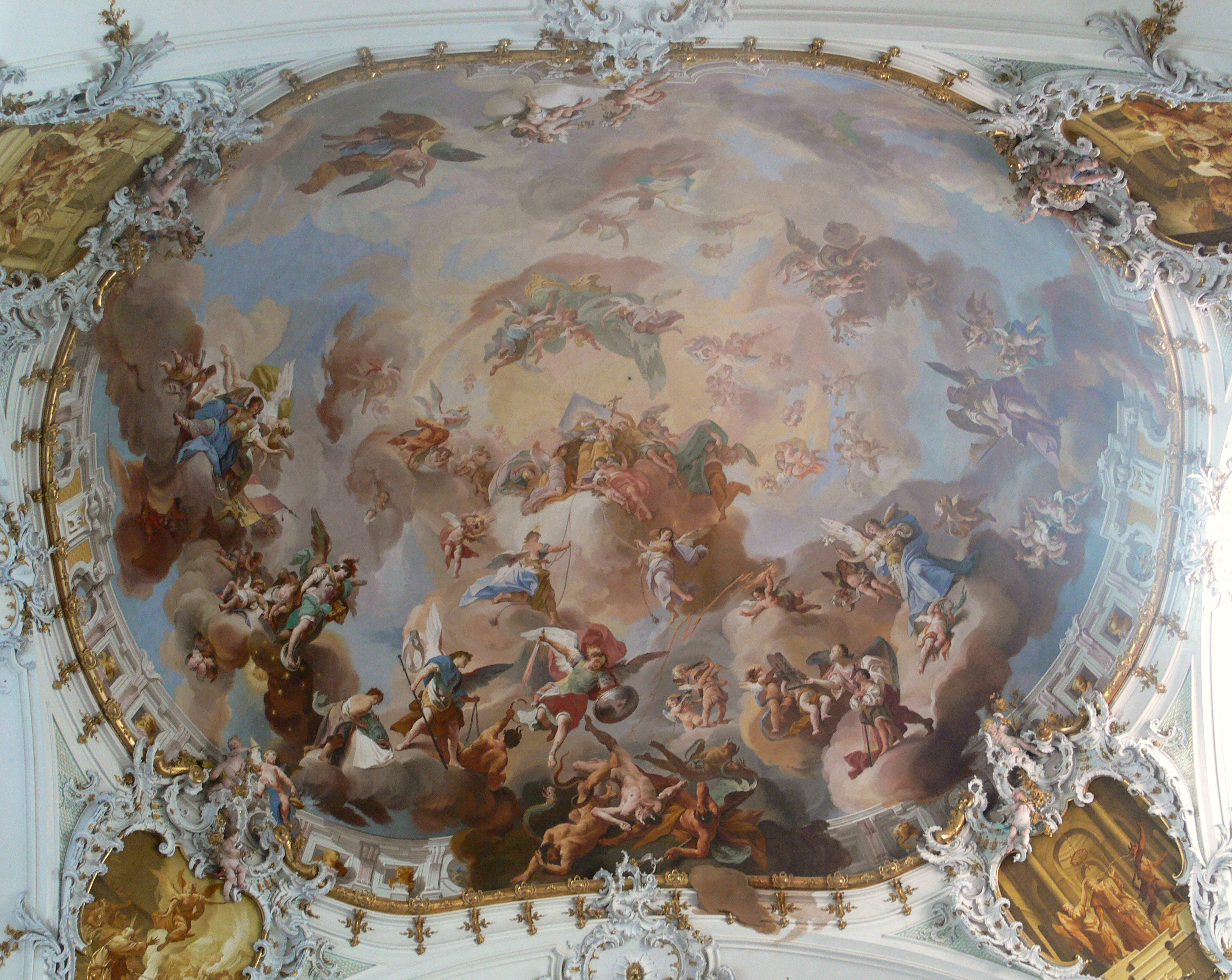
Coupole des Anges
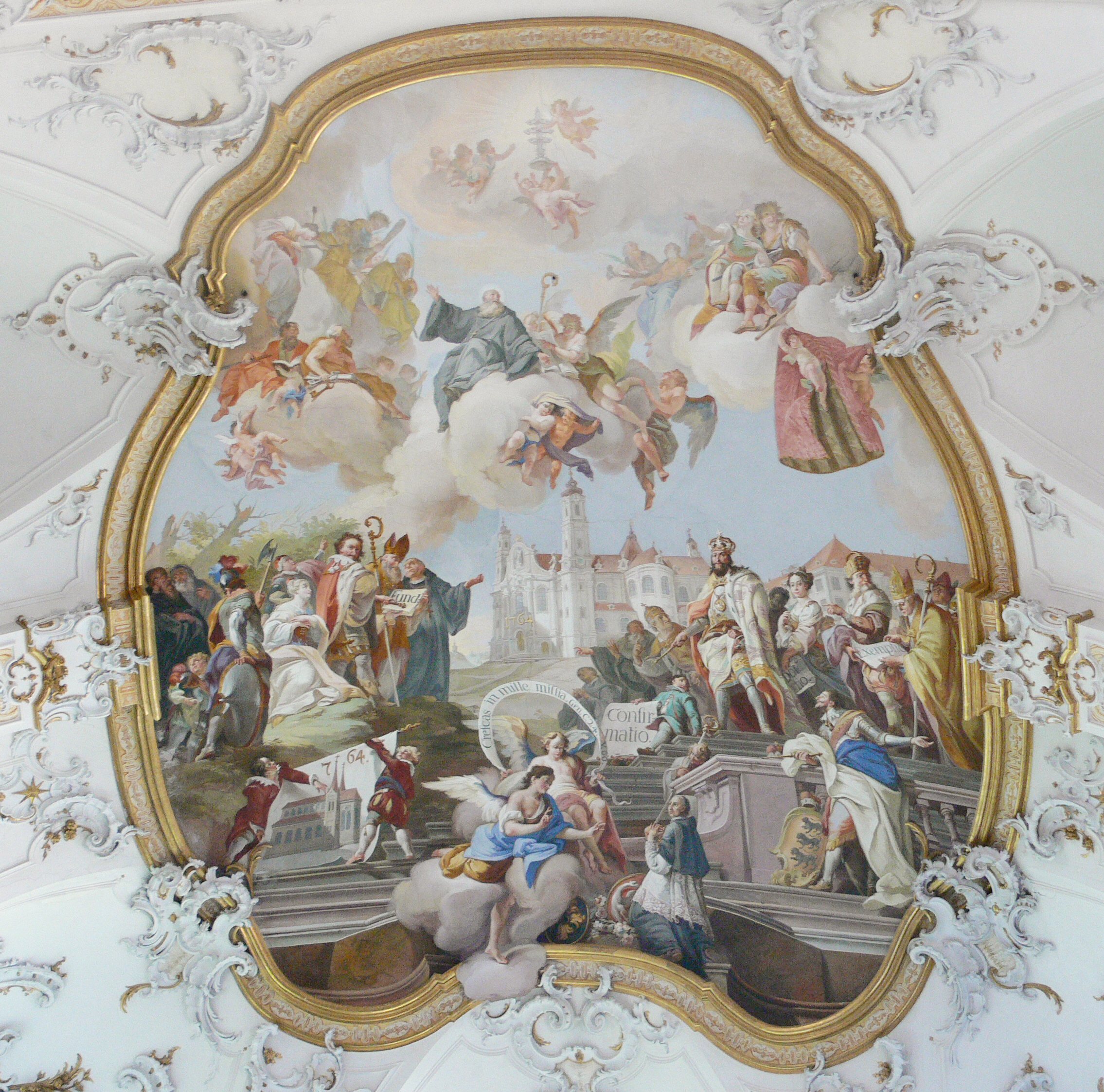
Fresque du millénaire
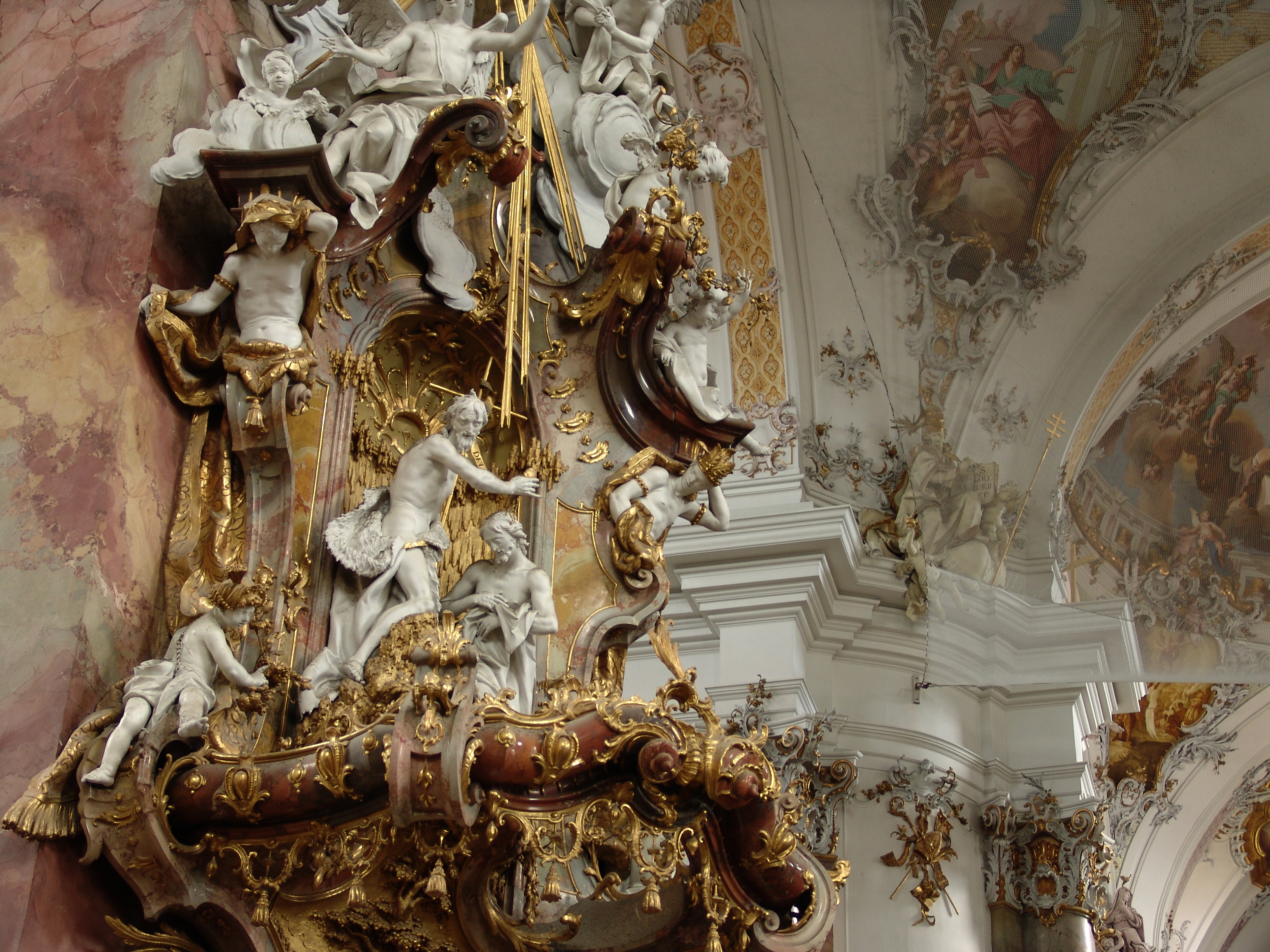
Chaire
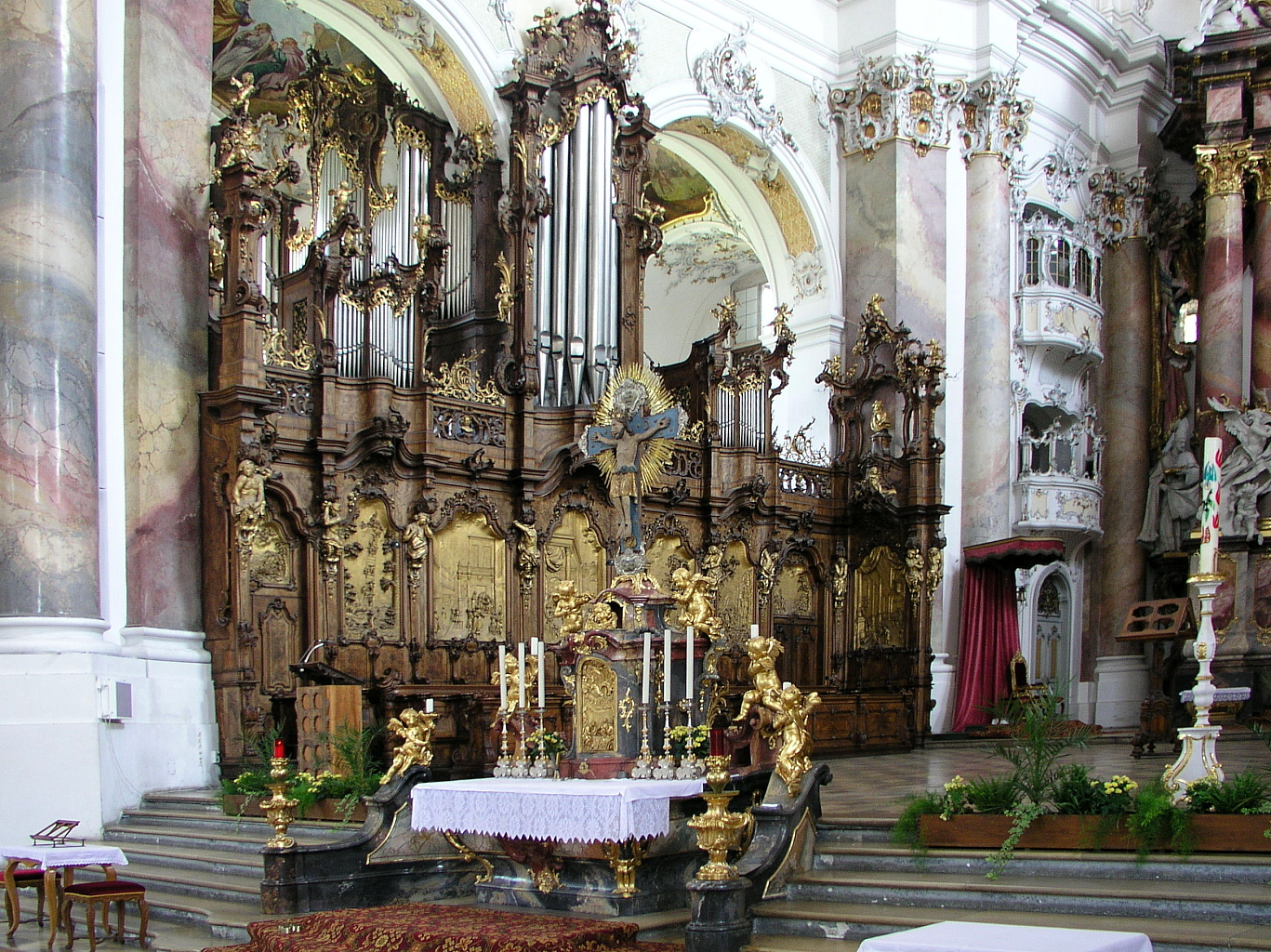
Orgue

## Les abbés d'Ottobeuren
- Adalbero (941–972)
- Adalhelm (1082–1094)
- Alexander Sauter (1600–1612)
- Andreas Vogt (1628–1633)
- Anselm Erb (de) (1740–1767)
- Barnabas Huber (1834–1851)
- Benedikt Hornstein (1672–1688)
- Bernold (de) (1180–1194)
- Berthold I. (1227–1246)
- Birtilo (902–941)
- Dangolf (1000–1012)
- Eberhard (1050–1069)
- Eggo Schwab (1404–1416)
- Embricho (1028–1050)
- Eugen Gebele (1889–1903)
- Gallus Memminger (1584–1599)
- Gebhard (1094–1100)
- Gordian Scherrich (1688–1710)
- Gregor Reubi (1612–1628)
- Heinrich I. (1100–1102)
- Heinrich II. (1252–1258)
- Heinrich III. von Bregenz (1266–1296)
- Heinrich IV. (1312–1322)
- Heinrich V. von Nordholz (1322–1353)
- Heinrich VI. (1390–1399)
- Honorat Göhl (1767–1802)
- Isingrim (de) (1145–1180)
- Jodok Niederhof (1443–1453)
- Johann I. von Altmannshofen (1353–1371)
- Johann II. von Hocherer (1378–1390)
- Johann III. von Affstetten (1399–1400)
- Johann IV. Russinger (1400–1404)
- Johann V. Schedler (1416–1443)
- Johann VI. Kraus (1453–1460)
- Joseph Maria Einsiedler (1920–1947)
- Kaspar Kindelmann (1547–1584)
- Konrad I. (1194–1227)
- Konrad II. (1296–1312)
- Leonhard Wiedemann (1508–1546)
- Matthäus Ackermann (de) (1492–1508)
- Maurus Schmid (1633–1655)
- Milo (814–864)
- Neodegar (864–869)
- Nikolaus Röslin (1473–1492)
- Paulus Alt (1802–1807)
- Paulus Maria Weigele (de) (depuis 2002)
- Petrus Kimmicher (1656–1672)
- Placidus Glogger (1915–1920)
- Raphael Mertl (1859–1889)
- Razelin (1069–1082)
- Rudung (973–1000)
- Rupert I. (de) de Saint-Georges (de) (1102–1145)
- Rupert Neß (de) (Rupert II.; 1710–1740)
- Siegfried (1258–1266)
- Sigibert (1012–1028)
- Theobald Labhardt (1903–1915)
- Theodor Gangauf (1851–1859)
- Toto (764–814)
- Ulrich d'Augsbourg (972–973)
- Ulrich von Knöringen (1371–1378)
- Vitalis Altthaler (1986–2002)
- Vitalis Maier (de) (1948–1986)
- Walther (1246–1252)
- Wilhelm von Lustenau (1460–1473)
- Witgar (869–902)